# Tamandua tetradactyla
Il tamandua meridionale o tamandua minore (Tamandua tetradactyla) è una specie del genere Tamandua diffuso tra il Venezuela e l'Argentina settentrionale.

## Descrizione
Si tratta di un formichiere di medie dimensioni che variano considerevolmente a seconda delle condizioni ambientali: la lunghezza complessiva di testa e corpo può andare dai 34 agli 88 cm. Ha inoltre una coda prensile lunga tra i 37 e i 67 cm. Gli esemplari adulti pesano tra 1,5 e 8,4 kg senza grandi differenze tra i sessi.
Come il Tamandua mexicana, la specie presenta quattro dita nei piedi anteriori e cinque in quelli posteriori. Cammina sulla parte esterna dei piedi anteriori per evitare di ferirsi con gli artigli affilati. La parte inferiore e la punta della coda sono prive di pelo. Il muso è lungo e curvo. Nonostante vi siano variazioni nella forma del cranio, la specie si distingue facilmente da quella settentrionale per le orecchie leggermente più lunghe (5 cm invece dei 4 cm del Tamandua settentrionale).

## Biologia
La specie è uno degli ospiti di acantocefali intestinali quali Gigantorhynchus echinodiscus, Gigantorhynchus lopezneyrai e Gigantorhynchus ungriai.

### Comportamento
Il tamandua meridionale passa la maggior parte del tempo alla ricerca di cibo. Allo stato selvatico risulta attivo per circa 7 ore al giorno. In base alla disponibilità di prede e alla località può essere notturno, diurno o crepuscolare. I tamandua meridionali sono infatti in grado di adattare i propri periodi di attività in risposta alla temperatura media diurna esattamente come i M. tridactyla. Nei periodi di caldo estremo rimangono in aree riparate come le foreste. In particolare, in Venezuela ne sono stati avvistati esemplari che si erano rifugiati tra le fronde degli alberi e la cime delle palme, mentre in Brasile (Cerrado) si rifugia prevalentemente a terra e nelle tane dell'E. sexcinctus.

### Alimentazione
Si ciba principalmente di formiche e termiti.

### Riproduzione
Le femmine hanno più periodi di estro durante l'anno, anche se si registrano picchi delle nascite nel periodo delle piogge. L'estro dura circa 42 giorni, la gestazione 4-5 mesi, al termine dei quali nasce un unico cucciolo all'anno, abbastanza dissimile dai genitori in quanto il pelo è monocromo e varia come colore dal bianco al nero.

## Tassonomia
Oggi si tende ad accettare tre sottospecie certe di tamandua dalle 4 dita:
- Tamandua tetradactyla nigra (Geoffroy, 1803)
- Tamandua tetradactyla quichua (Thomas, 1927)
- Tamandua tetradactyla straminea (Cope, 1889)

I fossili più antichi risalgono al Pleistocene, ma evidenze genetiche fanno supporre che la specie si sia differenziata dal Myrmecophaga tridactyla nel tardo Miocene,12,9 milioni di anni fa.

## Distribuzione e habitat
La specie è presente in Argentina (Catamarca, Chaco, Córdoba, Corrientes, Formosa, La Rioja, Misiones, Salta, Santa Fé, Santiago del Estero, Tucumán), Bolivia, Brasile (Tocantins, Sergipe, São Paulo, Acre, Alagoas, Amapá, Amazonas, Bahia, Brasilia, Ceará, Espírito Santo, Goiás, Maranhão, Mato Grosso, Mato Grosso do Sul, Minas Gerais, Pará, Paraíba, Paraná, Pernambuco, Piauí, Rio de Janeiro, Rio Grande do Norte, Rio Grande do Sul, Rondônia, Roraima, Santa Catarina), Colombia continentale, Ecuador continentale, Guyana Francese, Guyana, Paraguay, Perù, Suriname, Trinidad e Tobago, Uruguay, Venezuela continentale.
Vive dal livello del mare fino ai 2000 m.
Si tratta di animali arboricoli che occupano un'ampia gamma di habitat, dalle foreste alle savane, sembrando preferire aree vicine a corsi d'acqua e ricche di piante epifite. Ciascun individuo occupa un'area di 100 - 375 ha in base alle condizioni ambientali.

## Conservazione
La specie è inclusa nella Lista rossa IUCN come specie a rischio minimo. La prima valutazione è stata effettuata nel 1996 e l'ultima nel 2013. Non si hanno informazioni sulla dimensione della popolazione. Le principali minacce sono il fuoco, la perdita degli habitat, le auto e la caccia.